# Beno Gutenberg
Beno Gutenberg (ur. 4 czerwca 1889, zm. 25 stycznia 1960 w Pasadenie) – niemiecki sejsmolog, który miał ważny wkład w tę naukę. Był kolegą i mentorem Charlesa Richtera.
Gutenberg urodził się w Darmstadcie i doktoryzował się na Uniwersytecie w Getyndze w 1911 roku. Gutenberg został członkiem personelu Międzynarodowego Towarzystwa Sejsmologicznego w Strasburgu. W czasie I wojny światowej pełnił funkcję meteorologa w wojsku i został ranny. Po zakończeniu wojny przeniósł się do Frankfurtu nad Menem, gdzie habilitował się w 1924, a w 1926 został profesorem nadzwyczajnym.
Razem z Charlesem Richterem sprawił, że California Institute of Technology stał się wiodącym instytutem sejsmologicznym na świecie. Współpracując z Richterem sformował prawo Gutenberga-Richtera.